# José Antonio Rodríguez Vega
José Antonio Rodríguez Vega, sobrenomenat El Mataviejas (Santander, Cantàbria, 3 de desembre de 1957 - Topas, Salamanca, 24 d'octubre de 2002), va ser un assassí en sèrie espanyol que va matar almenys 16 dones d'edats compreses entre els 60 i els 93 anys, en Santander, entre agost de 1987 i abril de 1988.

## Biografia
Rodríguez Vega va néixer a Santander (Cantàbria). Vega va començar la seva carrera criminal agredint sexualment a dones fins al 17 d'octubre de 1978, quan va ser arrestat i condemnat a 27 anys de presó. No obstant això, gràcies al seu encant, va aconseguir que totes les seves víctimes menys una el perdonessin, la qual cosa en el Codi Penal Espanyol anterior al de 1995 eximia de la responsabilitat penal en certs delictes. Això, unit al seu bon comportament a la presó, va fer que només passés 8 anys a la presó. Posat en llibertat el 1986, va ser abandonat per la seva dona. Vega va tornar a casar-se, aquesta vegada amb una dona epilèptica. Era considerat com una persona molt educada, treballador i un bon marit per tots els seus coneguts i veïns.
El 19 de maig de 1988 va ser arrestat mentre passejava pel carrer Cobo de la Torre. Després de la seva detenció va confessar els seus crims.

### Crims
El 6 d'agost de 1987, Vega va entrar a la casa de Margarita González (82 anys), a la qual va asfixiar, arribant fins i tot a fer que la dona s'empassés la seva dentadura postissa. Unes setmanes més tard, el 30 de setembre de 1987, Carmen González Fernández (80 anys) va ser trobada morta al seu domicili. Vega va ser acusat del seu assassinat. A l'octubre d'aquest mateix any, Vega va assassinar Natividad Robledo Espinosa (66 anys).
Vega no va tornar a matar fins a gener de 1988, quan Carmen Martínez González va ser trobada morta a la seva casa. A l'abril de 1988, va assassinar Julia Paz Fernández (66 anys). Va ser trobada nua. La identitat de la resta de les víctimes no va arribar a ser revelada.

### Judici i sentencia
El seu judici va començar el 1991 a Santander. Al moment del seu arrest ell va confessar els crims, però a l'hora de declarar davant el jutge va afirmar que les dones havien mort per causes naturals, que ell les deixava simplement inconscients.
Rodríguez Vega va ser diagnosticat com un psicòpata. Els seus assassinats eren premeditats i ben organitzats, ja que identificava a la seva víctima, i l'observava fins que es familiaritzava amb cada aspecte de la seva rutina. Quan sabia cuales eren les seves necessitats es feia passar per reparador de televisors o paleta, i s'oferia a acompanyar-les, visitar-les, arreglar-los qualsevol desperfecte, tot això amb la finalitat de guanyar-se la seva confiança i poder entrar lliurement a les seves cases. Ha estat descrit com un assassí en sèrie que prenia trofeus de cadascun dels seus crims. Quan va ser arrestat, la policia va trobar a la seva casa una habitació vermella en la qual guardava els trofeus que arrabassava a les seves víctimes, que anaven des de petits televisors a rosaris o flors de plàstic. L'abast dels seus crims no es va esclarir fins que la policia va mostrar un enregistrament d'aquesta habitació als familiars de dones ancianes mortes per asfíxia. Les famílies de les víctimes indentificaren objectes que vinculaven a Vega amb els seus familiars.
José Antonio Rodríguez Vega va ser sentenciat a una pena de 432 anys de presó (una pena commutativa a Amèrica de 1.672 anys de presó).

### Mort
Vega es trobava complint condemna a la presó de Topas, a Salamanca. El 24 d'octubre de 2002 va ser apunyalat per dos reclusos del centre, pel que sembla per incomplir dues "lleis" dels presos, ser un violador i treballar de delator per als funcionaris de presons. Va ser enterrat en una fossa comuna l'endemà, només van acudir a l'enterrament els dos enterradors.